# Parque natural de la Sierra de Mariola
El Parque natural de la Sierra de Mariola (en valenciano Parc natural de la Serra de Mariola) es un espacio natural protegido español situado en el interior de las provincias de Alicante y Valencia, en la Comunidad Valenciana, España.

## Datos básicos
Este paraje de 17 257 ha fue declarado parque natural por el gobierno valenciano el 8 de enero de 2002.
La sierra se encuentra localizada entre las comarcas de Hoya de Alcoy, el Condado de Cocentaina y del Valle de Albaida.

## Municipios comprendidos
- Agres
- Alcoy
- Alfafara
- Banyeres
- Bocairente
- Cocentaina
- Muro de Alcoy

## Orografía

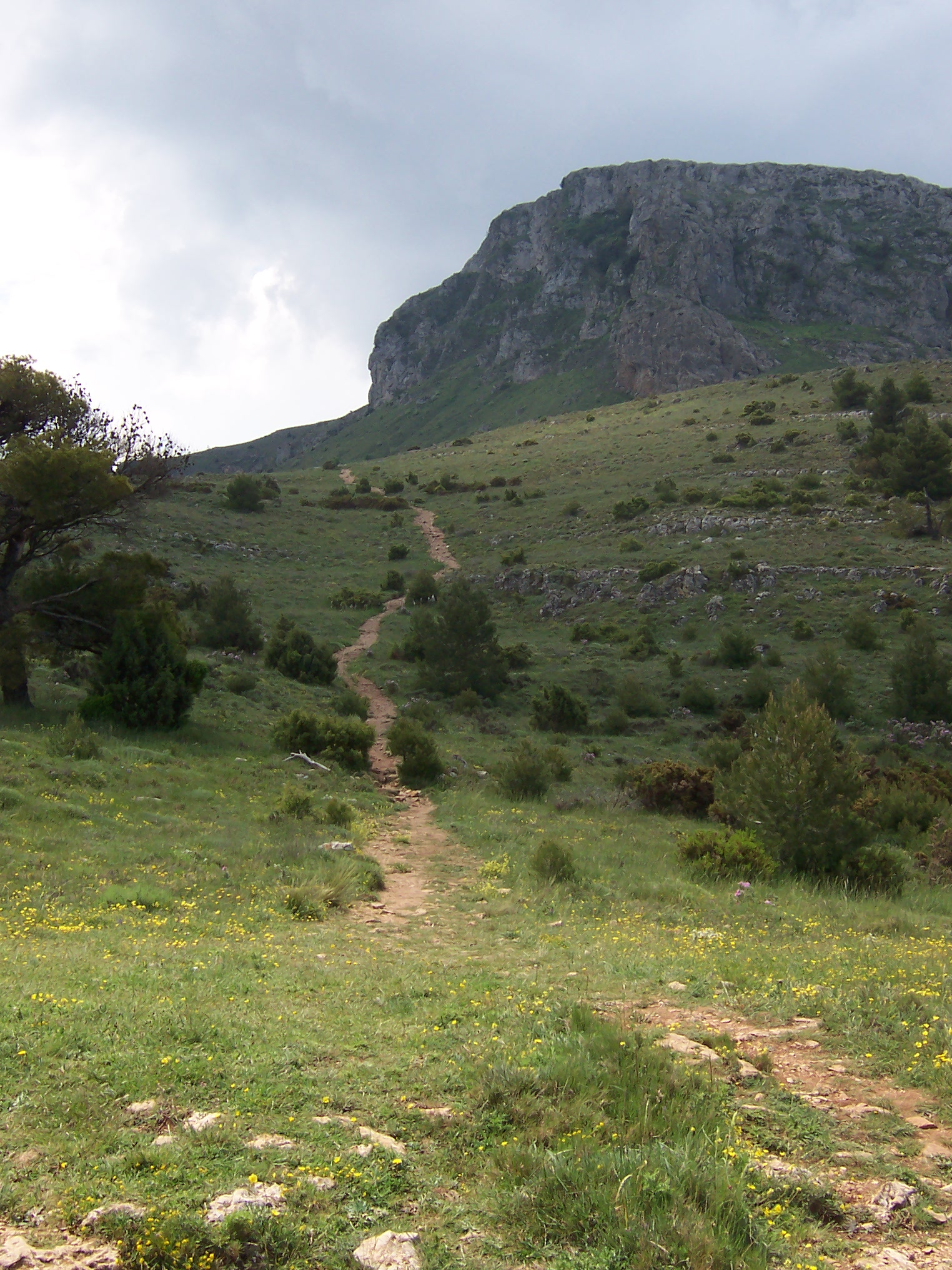
Senda hacia el Montcabrer en el camino subiendo a la cima desde la Font de la Mariola.

La sierra es una de las últimas estribaciones de las Cordilleras Béticas. Tiene una forma cuadrangular y una alineación de suroeste a noreste.
El material predominante es la caliza, si bien la intensa actividad tectónica ha provocado la existencia de muy variados paisajes. La altura máxima de la sierra es el pico del Montcabrer, con 1390 m, siendo el tercero de la provincia de Alicante. Además de este, son numerosas las cimas de más de mil metros, como el Alto de Mariola (1158 m), El Contador (1232 m) y El Portín (1081 m).

## Clima
Esta sierra presenta un clima mediterráneo con un ligero matiz continental debido a la relativa altura media existente. Posee inviernos fríos donde las temperaturas pueden caer hasta los -15 Cº en las zonas más altas (1000 metros o más). Los veranos son calurosos, con temperaturas que pueden superar los 35 °C e incluso los 40 °C. Las precipitaciones oscilan entre los 350 mm y los 900 mm anuales respectivamente (son muy irregulares).

## Flora
Esta sierra es notablemente rica en variedades vegetales. Entre todas ellas destaca la presencia del tejo. En la microrreserva de la Teixera d'Agres se puede observar el bosque de tejos más meridional de Europa, aunque actualmente no es tan abundante como en otros tiempos.
La mayor parte de la sierra se encuentra cubierta por una formación boscosa en la que el pino carrasco es predominante junto con diversos arbustos como la aliaga, el romero o la jara, la sabina y el enebro.
Sin embargo, también es posible encontrar el bosque mixto mediterráneo, en el cual se entremezclan especies como la carrasca junto con árboles caducifolios mucho menos frecuentes en la Comunidad Valenciana como pueden ser el fresno, el arce o el quejigo como especies arbóreas y la presencia del durillo, el rusco o la madreselva como especies arbustivas.
Pero sin lugar a dudas la verdadera riqueza de la sierra se encuentra en la diversidad florística. Se han llegado a identificar 1200 especies, muchas de ellas endémicas de la Comunidad Valenciana o de la propia sierra. De entre ellas se podría destacar la salvia de Mariola, el rabo de gato, la manzanilla borde, la piperela, el espliego, la santonica, el hipérico o el té de roca.

## Fauna
Debido a la gran variedad de ambientes la sierra posee una gran riqueza faunística.
Entre los reptiles son de destacar la lagartija ibérica o la lagartija cenicienta, el lagarto ocelado, la culebra viperina o la víbora hocicuda.
Entre las aves es posible encontrar granívoras como la perdiz, el verdecillo o el pinzón; insectívoras como el petirrojo, el carbonero común o el pito real o rapaces como el águila real, el azor, el gavilán, el cernícalo vulgar, el búho real, el búho chico, el mochuelo, el cárabo, la lechuza, el autillo, el buitre leonado y el milano real.
Los mamíferos también son abundantes destacando el conejo, la garduña, la comadreja, la jineta, el tejón, el zorro y el jabalí. También destacan algunos insectos como ortópteros y los lepidópteros.

## Ríos
En esta sierra nacen varios de los ríos más importantes de la Comunidad Valenciana, como el Serpis, el Clariano, el Molinar e incluso el río Uxola (el cual es afluente del río Serpis) con cursos con orientación sur-norte, y el Vinalopó en el sentido opuesto.

## Lugares de interés

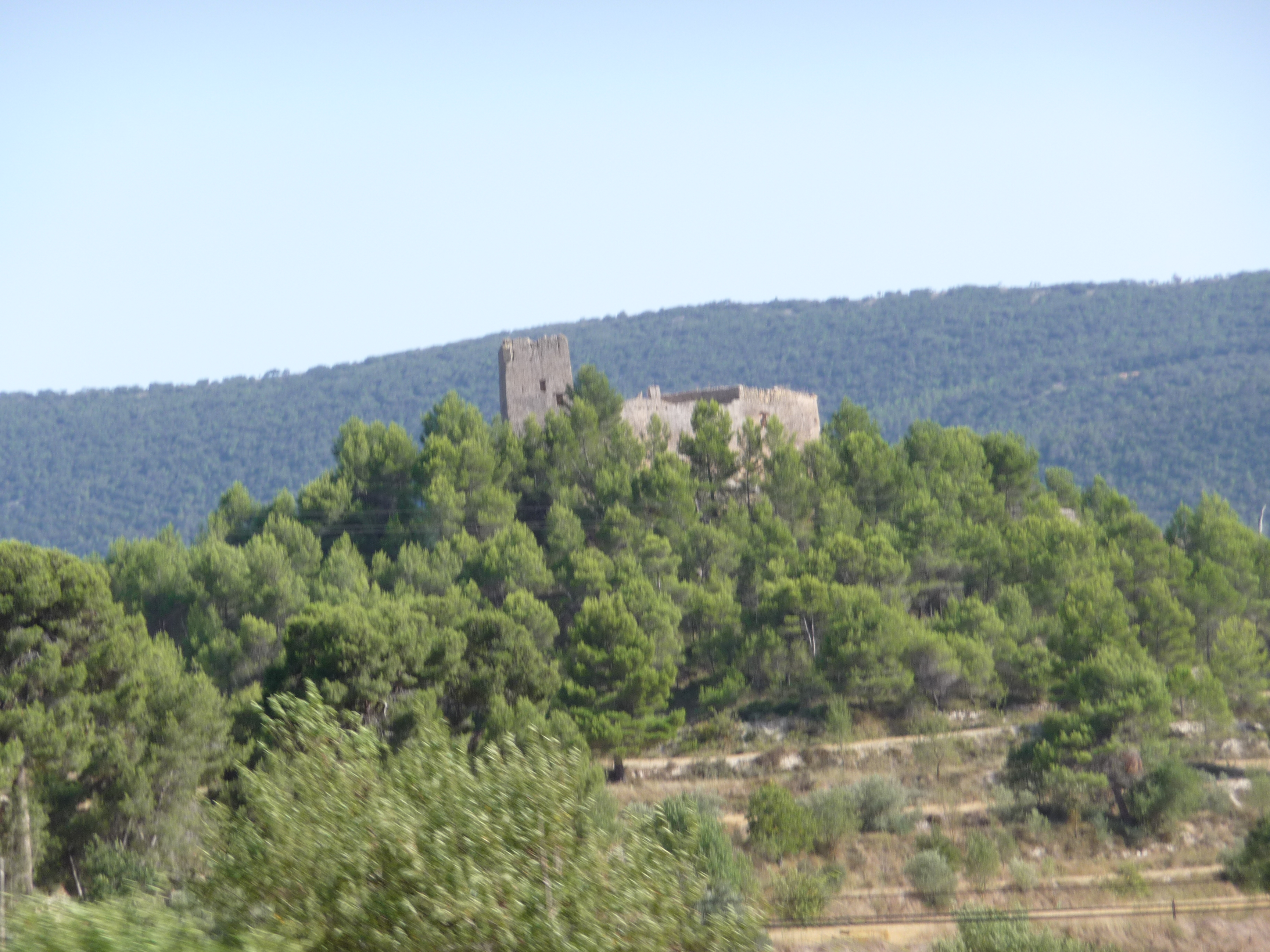
Castillo de Barchell

Existen elementos que prueban la presencia humana desde tiempos inmemoriales. Del periodo neolítico encontramos los yacimientos del Salt en Alcoy, la cueva de la Sarsa en Bocairente y la cueva del Bolumini en Alfafara.
La edad de bronce se encuentra representada por los poblados de la muela de Serelles y la muela de Agres, mientras que la época ibérica tiene en los yacimientos del Alberri, Castellar y Cabeço de la Cova de Mariola sus mejores ejemplos.
Durante la época musulmana la sierra estuvo muy poblada lo que ha permitido la existencia de numerosos restos como los castillos de Barchell, Cocentaina, Bañeres de Mariola, Vinalopó, del Convento o la Torreta de Agres.
Rodeando el parque se encuentras varias poblaciones con indudable atractivo turístico como Alcoy, Bañeres, Bocairente, Cocentaina y Onteniente.
En este paraje se encuentran todavía restos de neveros como la cava arquejada. Se encuentra a 1220 metros de altitud sobre el nivel del mar, próximo al refugio de montaña del Montcabrer (Centro Excursionista de Alcoy). Está excavada en gran parte en la roca viva y sus dimensiones son: 14'90 metros de diámetro y unos 12 de profundidad. En sus muros hay seis accesos utilizados tanto para la introducción como para la extracción de nieve en forma de bloques de hielo.

## Productos típicos
De manera tradicional se han aprovechado diversas hierbas aromáticas presentes en la sierra para la destilación de un licor anisado, el herbero,  que se encuentra protegido por la denominación de origen bebidas espirituosas de Alicante.También es típica la olleta alcoyana.

## Accesos
La manera más común de llegar a la sierra es mediante la N-340 que une Valencia con Alicante, desde la cual es posible acceder a diversas carreteras locales que bordean o atraviesan el parque como la CV-81, CV-700 o CV-795.